# 支付終端

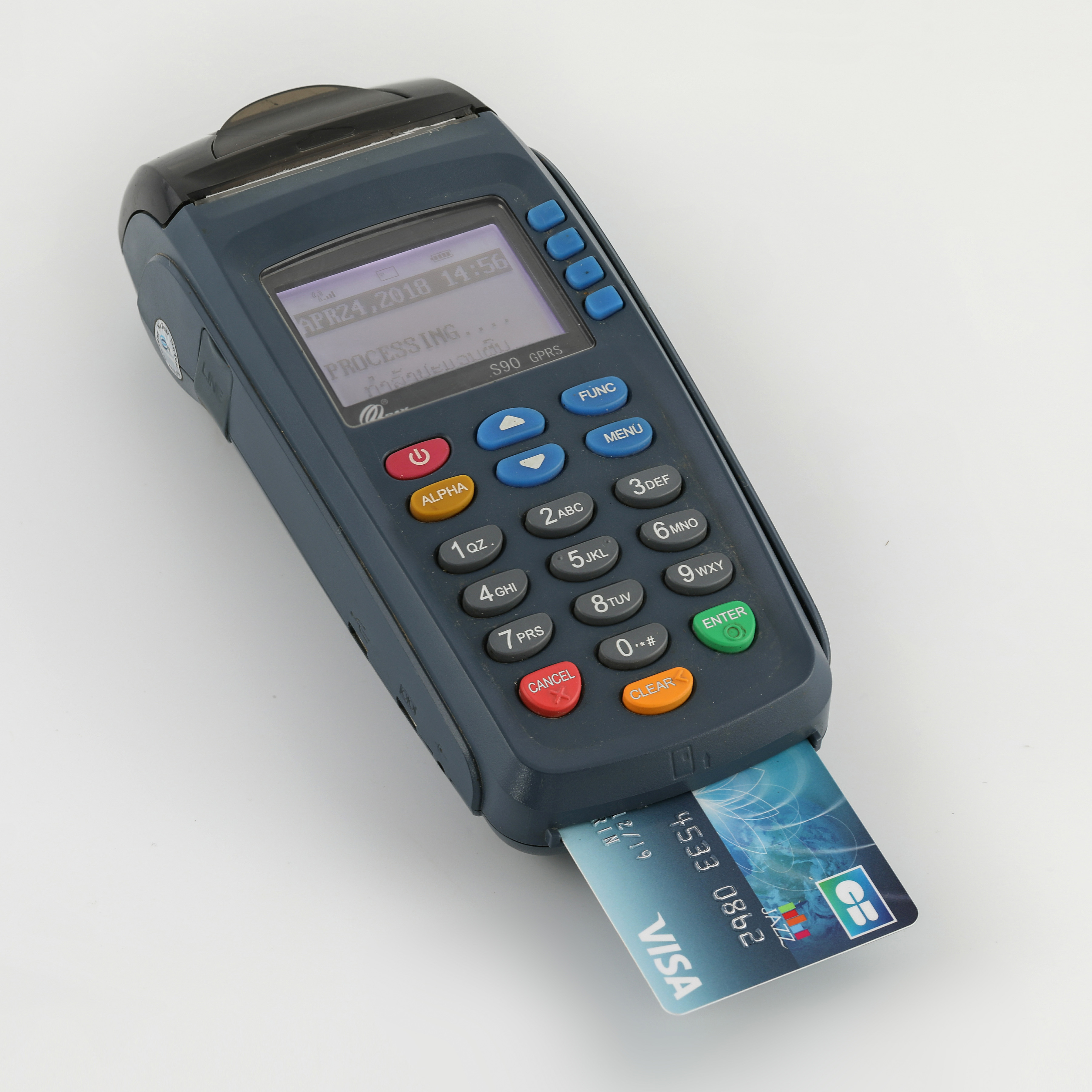
正插著Visa卡的 PAX Technology S90 信用卡终端

支付终端，又称銷售時點情報系統终端、POS機、信用卡机、刷卡機、密码键盘、 EFTPOS终端、PDQ终端  ，是一种可以進行卡片支付以及電子金融轉帳的设备。用戶首先將卡片插入該設備或將卡片與該設備接觸（例如做出刷卡行為），之後通過該設備上的安全键盘輸入PIN碼，然後就能轉賬支付。
並非每一台支付終端都有輸入裝置、顯示裝置或列印裝置。支付終端有時會直接與銷售時點情報系統機器相連，目的是將付款金额直接传输到商家的零售管理系统中。不過支付終端也可以單獨使用，無需與銷售時點情報系統機器相連。
刷卡機通常會具有通訊的能力，因為銀行會要求隔一段時間結帳以核對交易紀錄。如今大多数支付終端通过蜂窝网络和Wi-Fi传输数据。此前的支付終端通过普通老式电话服务或以太网傳輸數據。 
刷卡機讀取的卡片有三大類：一是早期的磁卡，再來是常見的晶片卡，其中以磁卡安全性最低，裡面只有存一段資料，任何人只要有設備都可以將資料抄出、重寫一張卡片出來，銀行也只確認卡片上的資料無誤就會授予交易認證碼，也因為這樣才會有後來的電話確認之類的行政機制，後期為了防止偽卡發展出晶片卡，卡片不只是具有帳號的資料，卡片本身具有運算能力，使得偽卡困難度突然翻了好幾倍，像是卡片可以決定拒絕交易，實際上無論是收單行、刷卡機或卡片本身在某項檢核上發現有問題，都可以讓交易失敗，這其中還有發卡行的利益存在，所以有某種程度上安全性沒什麼問題。
讀卡設備依照卡片種類分類：
- 條碼卡
- 磁條卡
- 晶片卡

其中晶片卡又可以分成下列幾種：
- 接觸式
- 非接觸式